# Anthony Joseph Drexel

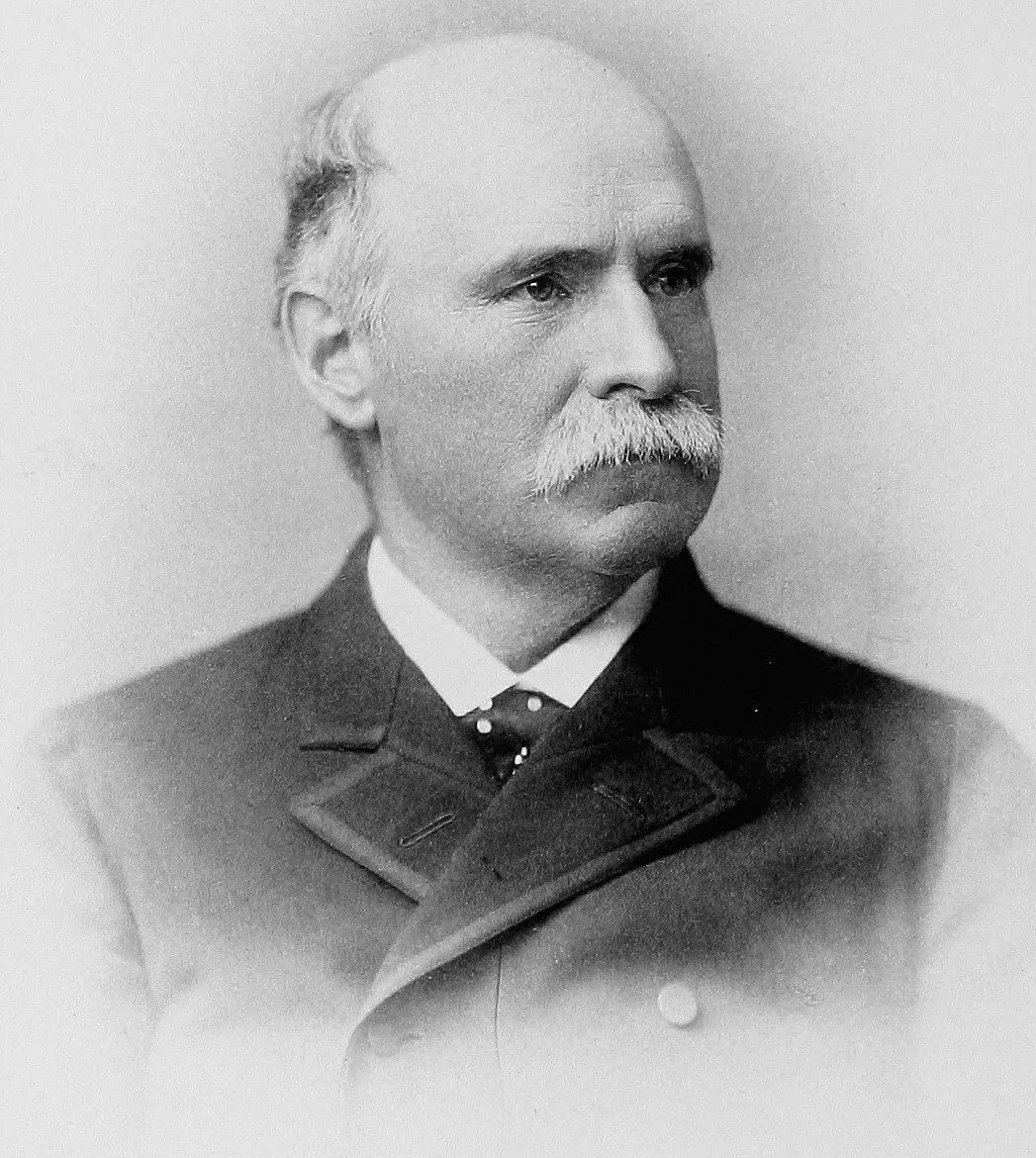
Anthony Joseph Drexel

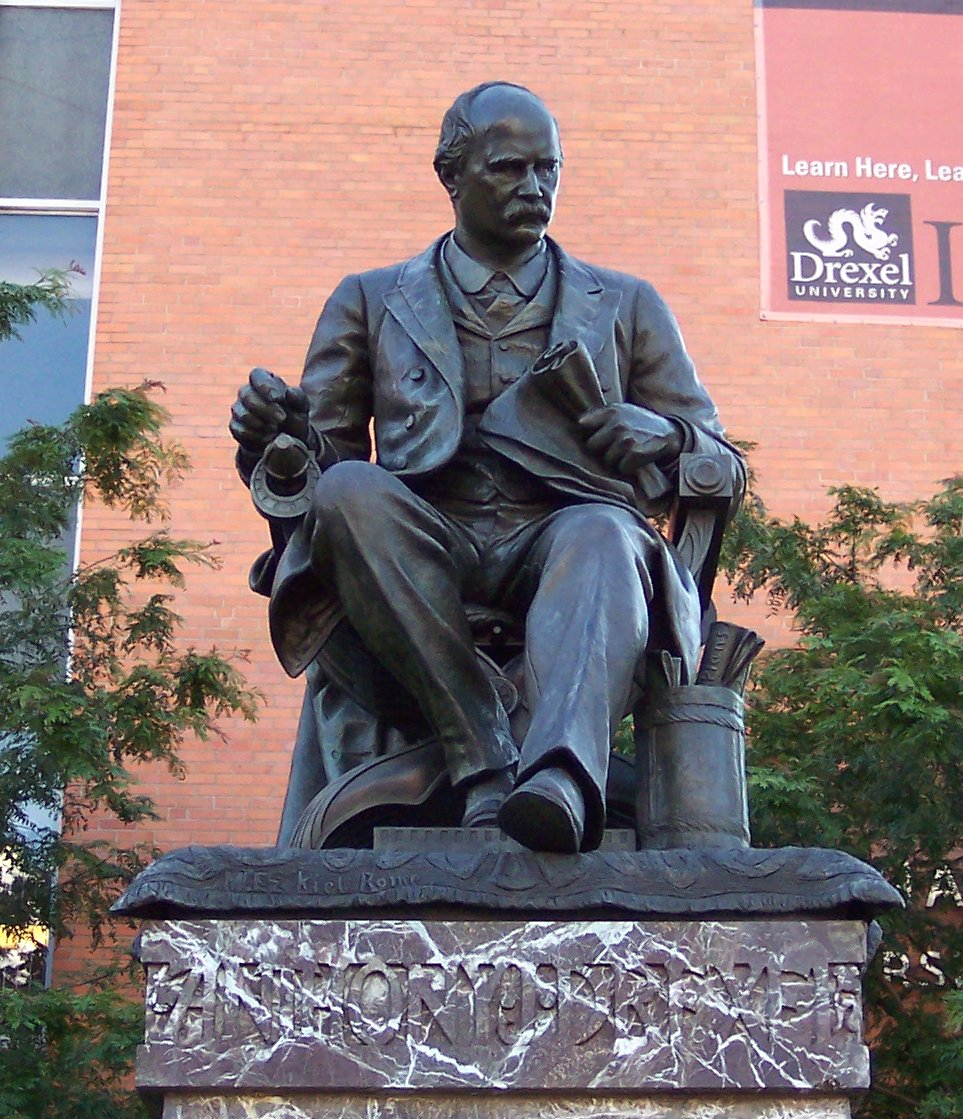
Statue von Anthony Joseph Drexel bei der Drexel University.

Anthony Joseph Drexel (* 13. September 1826 in Philadelphia, Pennsylvania; † 30. Juni 1893 in Karlsbad, Böhmen) war ein US-amerikanischer Bankier und Philanthrop, der wesentlichen Einfluss auf die Entstehung und Entwicklung der modernen Banken und Kapitalanlagenstrategien hatte.

## Leben

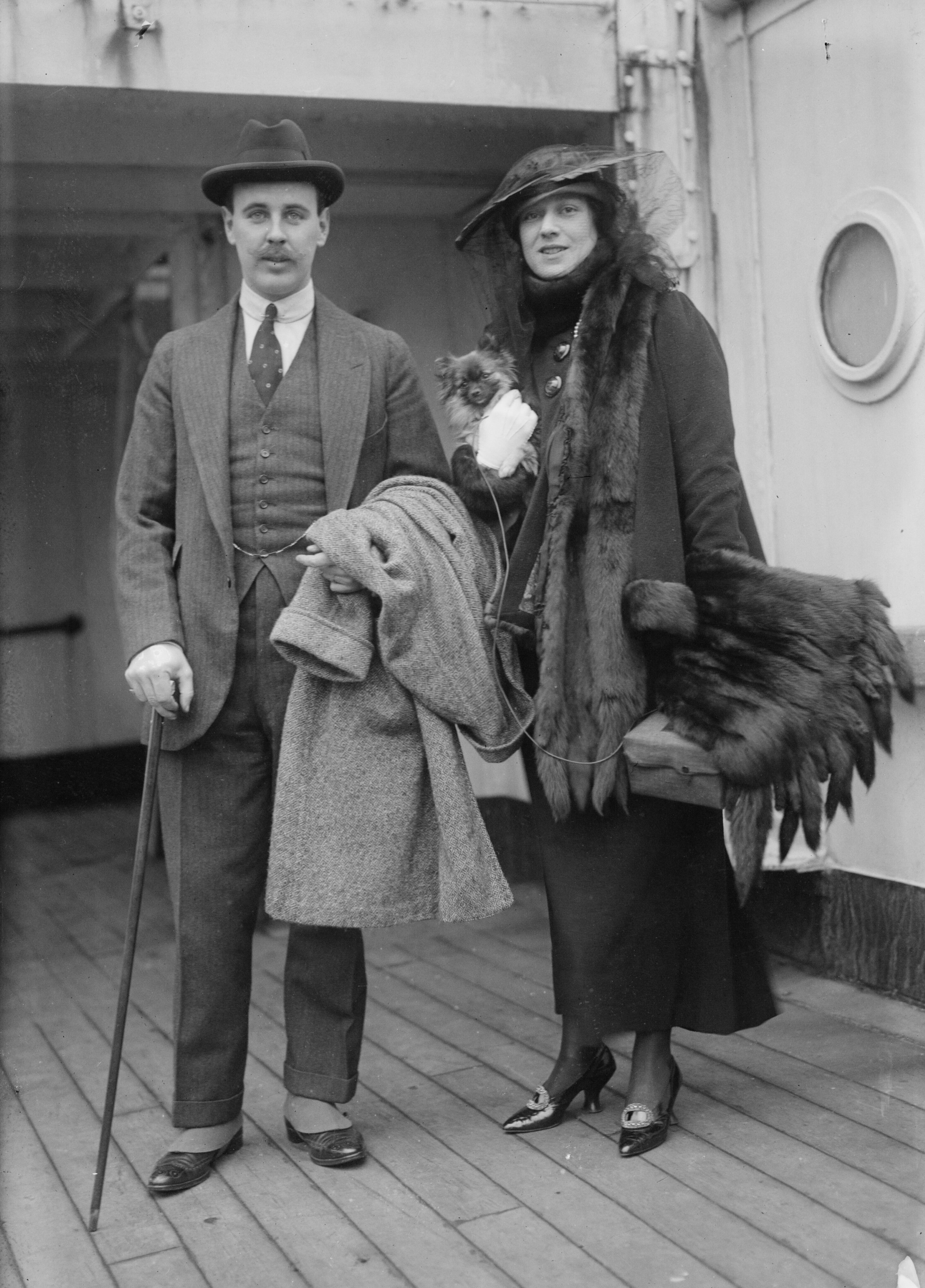
Anthony Drexel, Jr. und seine Frau Marjorie Gould Drexel an Bord der New York (1916).

Anthony Joseph Drexel war der Sohn von Franz Martin Drexel  (1792–1863) und Catherine Hookey (1795–1870). Er hatte fünf Geschwister:
- Mary Johanna Drexel Lankenau (1822–1873)
- Francis Anthony Drexel (20. Juni 1824–15. Februar 1885, Vater der heiligen Katharine Maria Drexel)
- Joseph William Drexel (24. Januar 1833–1888), Vertreter des väterlichen Unternehmens in Deutschland, seit 1867 Teilhaber des Bankhauses D., Harjes & Company in Paris, Mitgründer der Garfield National Bank und Direktor von zehn weiteren US-amerikanischen Banken, Präsident der Philharmonic Society in New York und Direktor des Metropolitan Museum of Art.
- Heloise Cornelia Drexel Smith (1834–1895)
- Caroline Drexel Watmough (1838–1911)

Er hatte eine strenge Erziehung und begann bereits im Alter von 13 Jahren in der Bank seines Vaters zu arbeiten.  1847 wurde er Teilhaber. 1867 gründete er eine Bank in Paris, die Drexel, Harjes & Co., zusammen mit John H. Harjes und Eugene Winthrop. Drexel war auch wesentlich an der Gründung der Drexel, Morgan & Co (der späteren JPMorgan Chase) in New York im Jahre 1871 beteiligt. Drexel gründete im Jahr 1891 die Drexel University. Er war auch der erste Präsident der Fairmount Park Art Association (heute: Association for Public Art). 1892 wurde er zum Mitglied der American Philosophical Society gewählt.
Er starb mit 66 Jahren an einem Herzinfarkt in Karlsbad und wurde in The Woodlands Cemetery in Philadelphia begraben.

## Familie
Drexel war mit Ellen B. Rozet (1832–1891) verheiratete und der Ehe entstammen neun Kinder: Emily (1850–1883), Frances Katherine (1852–1892), Marie (1854–1855), Mae E. (1857–1886), Sarah Sallie (1860–1929), Francis Anthony II (1861–1869), John (1863–1935), Anthony Joseph Jr. (1865–1934), George William (1868–1944).